# Microheteroplasmia
En biología, microheteroplasmia es una forma de heteroplasmia, un tipo de daño mutacional al ADN mitocondrial. Mientras la heteroplasmia en general incluye mutaciones presentes en cualquier fracción de ADN mitocondrial (de fracciones de un uno por ciento a casi un cien por ciento del genoma mitocondrial), microheteroplasmia es la presencia de mutaciones a niveles de aproximadamente el 2-5% de los genomas mitocondriales. En el ADN mitocondrial humano, microheteroplasmia constituye cientos de mutaciones independientes en un solo organismo, con cada mutación por lo general se encuentra en el 1-2% de todos los genomas mitocondriales.
La distinción entre microheteroplasmia y heteroplasmia está dictada por consideraciones técnicas - secuenciación clásica de ADN mitocondrial por el uso de PCR es capaz solamente de detectar mutaciones a niveles de 10% o más, como resultado de que las mutaciones en los niveles inferiores nunca fueron observado sistemáticamente hasta el trabajo de Lin et al.
Como se puso de manifiesto después de la utilización de la estrategia de clonación y secuenciación de Lin, capaz de detectar mutaciones mitocondriales en los niveles de 1% o menos, como la heteroplasmia de bajo nivel, o microheteroplasmia, es extremadamente común, y es de hecho la forma más común de daño mutacional del ADN humano encontrado hasta la fecha. En los adultos de edad avanzada, cada copia del ADN mitocondrial tiene un promedio de 3.3 mutaciones que cambian la estructura de proteínas. Esto excede las estimaciones previas por más de tres órdenes de magnitud.
El descubrimiento de la microheteroplasmia proporciona apoyo a la teoría mitocondrial del envejecimiento, y ya se ha relacionado con la etiología de la enfermedad de Parkinson.